# Heinrich von Tiedemann
Heinrich Ferdinand Joachim von Tiedemann (* 9. Juli 1924 in Bad Tölz; † 1. August 2020 in Aumühle bei Hamburg) war ein deutscher Journalist und Schriftsteller.

## Leben
Den in Oberbayern geborene und in Berlin, Borkow, Apenrade und im Gymnasium der Ritterakademie mit Internat (Alumnat) in Brandenburg an der Havel, mit Schulbesuch auf der Saldria in Brandenburg an der Havel, aufgewachsene evangelische Heinrich von Tiedemann zog es nach dem Ende des Kriegsdienstes im Zweiten Weltkrieg nach Hamburg. Dort studierte der Sohn des ehemaligen Diplomaten (Konsul a. D.) Heinrich Helmuth Erich Egyd von Tiedemann (* 1884; † 1976) und dessen erster Ehefrau Ada von Tiedemann, geborene Gräfin von Kalnein (* 1897; † 1937), an der Universität Hamburg Literaturwissenschaften und unternahm ab 1949 erste Schritte als freier Schriftsteller. Er veröffentlichte erste Romane und Kinderbücher, unter dem Pseudonym „Severin Gelb“ auch Kriminalromane für den Hans von Hugo-Verlag, der ihn von 1949 bis 1951 als Lektor beschäftigte.
Nebenbei arbeitete von Tiedemann bereits als Autor von Features, Glossen, Kommentaren und Hörspielen für den NWDR, ab 1956 als Mitarbeiter beim NDR. 1961 beschäftigte ihn der Sender als Autor und Redakteur in der Hauptabteilung Politik. 1963 trat Heinrich von Tiedemann die Nachfolge von Peter Scholl-Latour als ARD-Korrespondent für Westafrika in Dakar an, von 1966 bis 1969 war er als Skandinavien-Korrespondent für NDR und WDR in Stockholm im Einsatz.
Im Jahr 1970 übernahm von Tiedemann die Leitung der Ausbildungsabteilung für Fernsehredakteure beim NDR in Hamburg, 1972 wurde er zum „Ersten Redakteur“ der Hauptabteilung Politik Hörfunk (Schwerpunkt Außenpolitik) berufen. Nach sechs Jahren in Hamburg kehrte Heinrich von Tiedemann im April 1975 anlässlich der Geiselnahme von Stockholm im Auftrag der ARD nach Schweden zurück. Vom Dachgeschoss des der Botschaft gegenüberliegenden Hauptgebäudes des Schwedischen Fernsehens aus berichtete er live für sämtliche Sender der ARD von dem Ereignis, woraufhin der NDR entschied, das inzwischen geschlossene Skandinavien-Studio wiederzubeleben.
1976 trat Heinrich von Tiedemann somit ein weiteres Mal für NDR, WDR und SDR den Posten als Skandinavien-Korrespondent der ARD an, bevor er 1983 endgültig nach Hamburg zurückkehrte, wo er bis zu seinem vorzeitigen Ruhestand 1986 als Leiter der Redaktion „Zeitfunk“, also der aktuellen Nachrichtenproduktion, tätig war.
Nach seiner Pensionierung arbeitete von Tiedemann weiterhin als freier Autor u. a. für die Die Zeit.
Heinrich von Tiedemann, Enkel des Politikers Heinrich von Tiedemann-Seeheim, lebte in Sievershagen im Kreis Ostholstein, war in ab 1952 in zweiter Ehe mit Maria-Josefa Tiedemann, geborene Lopez, und zuletzt in dritter Ehe verheiratet. Er hatte zwei Kinder Esther (* 1948)  und Florian (* 1949) aus erster Ehe mit Sigrid Lembke.
Tiedemann hatte mehrere Geschwister, seine Schwester Priska war einige Jahre mit Gregor von Rezzori verheiratet, sein jüngster Bruder Rüdiger von Tiedemann war stellv. Vorsitzender des Familienverbandes. Sein ältester Bruder Hubertus von Tiedemann starb 1943 als Offizier.

## Werke (Auszug)
- Die Haut der Maske. Roman. Hans von Hugo-Verlag, Hamburg 1949.
- als Severin Gelb Schritte nach drüben. Roman. Hans von Hugo-Verlag, Hamburg 1950.
- Abenteuer im Pazifik. Jugendbuch, Thienemann, Stuttgart 1955.
- Woran ich mich erinnere. 75 Jahre Leben. 2002.
- Von langer Hand. (Roman). 2014.
- Woran ich mich erinnere. 85 Jahre Leben, 2016.
- Früher oder Später. Berichte aus dem Ruhestand, Norderstedt 2019.